# 흥왕사
흥왕사(興王寺)는 고려 때 개경 근처에 있던 사찰로서 오늘날 존재하지 않는다. 고려의 대표적 사찰들 중 하나로서 정치적인 집합소로 이용되기도 했다.

## 개요
문종 10년(1056년)에 짓기 시작, 12년 만에 낙성된 대사찰이다. 문종 21년(1067년)에 낙성연등회(落成燃燈會)가 있었으며, 대각국사 의천이 이곳에 교장도감(敎藏都監)을 설치하여 《속장경》을 간행했다. 의천이 제1대 주지이며, 제2대 주지는 숙종의 넷째 아들로서 승려가 된 징엄(澄嚴)이었다.
1363년(공민왕 12년) 음력 3월에 이 절에서 공민왕을 시해하려는 음모가 벌어지기도 하였다. 홍건적이 대거 침입하자 공민왕은 잠시 복주(福州) 청주(淸州)로 피신했다가 환도하여 잠시 흥왕사에 행궁을 차리고 있었다. 그때 왕의 신임이 두터웠던 김용(金鏞)이 역심을 품고 무리들과 함께 이 절에 침범하여 시위를 죽이고 왕까지 시해하려 하였다. 공민왕은 다급히 태후 밀실로 피신하였고, 노국공주(魯國公主)가 적도들의 칼을 막아 사직을 보전할 수 있었다. 이때 환관 안도치(安都赤)가 공민왕과 용모가 비슷하였으므로 반도들이 그를 왕으로 오해하여 죽였다고 한다. 반란은 최영 장군에 의해 진압되었다.

## 관련 문화재
- 흥왕사명 청동 은입사 향완 - 국보 제214호

## 같이 보기
- 의천
- 흥왕사의 변

## 참고 문헌
- 이 문서에는 다음커뮤니케이션(현 카카오)에서 GFDL 또는 CC-SA 라이선스로 배포한 글로벌 세계대백과사전의 내용을 기초로 작성된 글이 포함되어 있습니다.